# Makoto Saitō
Pour les articles homonymes, voir Makoto Saitō (homonymie).
Makoto Saitō (齋藤 誠, Saitō Makoto, né le 16 avril 1974) est un catcheur japonais plus connu sous le nom de K-ness, il catche surtout à la Dragon Gate et fait partie du clan Jimmyz.

## Carrière

### All Japan Pro Wrestling
Le 24 février 2001, lui, Susumu Mochizuki et Yasushi Kanda perdent contre Giant Kimala, Rob Van Dam et Sabu.

### Dragon Gate
Le 5 juin 2013, lui, Jimmy Susumu et Masaaki Mochizuki battent World-1 International (Naruki Doi, Rich Swann et Syachihoko BOY) pour remporter les Open the Triangle Gate Championship et reforme M2K,. Le 16 juin, ils perdent les titres contre Jimmyz (Genki Horiguchi H.A.Gee.Mee!!, Jimmy Kanda et Ryo "Jimmy" Saito).
Le 30 août, lui et Dragon Kid battent World-1 International (Naruki Doi et Ricochet) et remportent les Open the Twin Gate Championship.

#### Mad Blankey (2014-2015)
Le 3 décembre, lui, Kenichiro Arai, Masato Yoshino et Super Shisa perdent contre Jimmyz (Genki Horiguchi H.A.Gee.Mee!!, Jimmy Susumu et Ryo "Jimmy" Saito) et Don Fujii et plus tard dans la soirée lui, Gamma, Don Fujii et Cima sont obligés de rejoindre Mad Blankey. Lors de Final Gate 2014, lui, Cima et Gamma battent Monster Express (Akira Tozawa, Masato Yoshino et Syachihoko BOY).
Le 16 août, Mad Blankey a été contraint de se dissoudre après avoir perdu un Five-On-Five Elimination Tag Team Match contre Jimmyz, après qu'il est trahi le groupe et rejoint Jimmyz par la même occasion.

#### Jimmyz (2015–2017)
Lors de Dangerous Gate 2017, Jimmyz est contraint de se dissoudre après avoir perdu un Ten-Man Elimination No Disqualification Loser Disbands Match contre VerserK (El Lindaman, Punch Tominaga, Shingo Takagi, T-Hawk et Takashi Yoshida), mais il leur reste une dernière tournée a effectué ensemble appelée la Farewell Jimmyz Gate.

## Palmarès
- Dragon Gate
  - 1 fois Open the Brave Gate Championship
  - 3 fois Open the Triangle Gate Championship avec Masaaki Mochizuki et Don Fujii (1), Jimmy Susumu et Masaaki Mochizuki (1) et Dragon Kid et Masaaki Mochizuki (1)
  - 2 fois Open the Twin Gate Championship avec Susumu Yokosuka (1) et Dragon Kid (1)
  - Summer Adventure Tag League (2015) avec Jimmy Susumu

- Toryumon Japan
  - 1 fois NWA World Welterweight Championship
  - 2 fois UWA World Trios Championship avec Susumu Mochizuki et Yasushi Kanda (1) et Masaaki Mochizuki et Susumu Mochizuki (1)